# بادي ريتشموند
بادي ريتشموند (بالإنجليزية: Paddy Richmond)‏ هو لاعب قذف بريطاني، ولد في 1980 في Dunloy ‏ في المملكة المتحدة.